# Белгіка

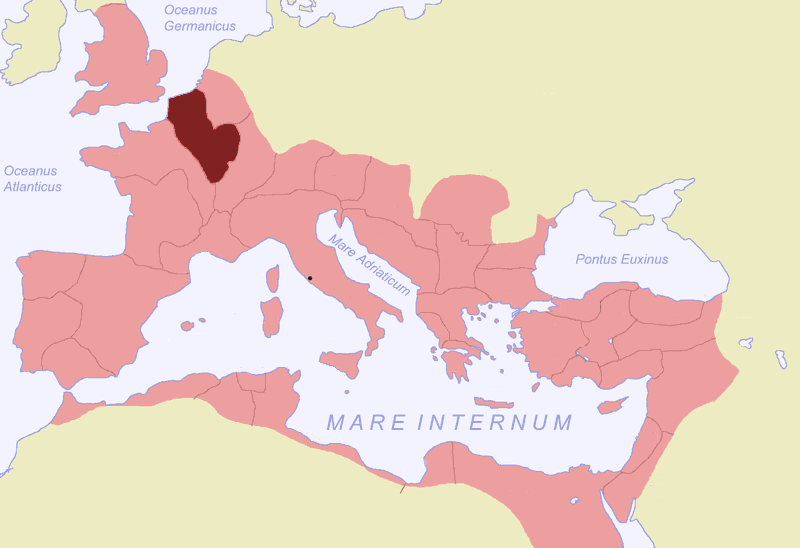
Положення провінції

50°51′10″ пн. ш. 4°20′48″ сх. д. / 50.85289° пн. ш. 4.346548° сх. д.
Бе́лгіка (лат. Gallia Belgica) — провінція Римської імперії, утворена у 16 р. до н. е. в області розселення кельтського племені белгів після адміністративної реформи проведеної Августом. Після цього поділу Галлії і утворилася Белгіка, яка межувала з Лугдунською Галлією, Нижньою та Верхньою Германіями. При імператорі Діоклетіані (284—305) розділена на дві провінції: I Белгіка і II Белгіка. У V столітті завойована франками.
Після завоювання Белгіки франками вона і була заселена цими германськими племенами, а почасти також фризами і саксами, які значною мірою германізували колишнє белго-римське населення Північної Белгіки (згодом стало складовою частиною фламандської народності); германізація белго-римського населення Південної Белгіки була незначною (тут склалася згодом валлонська народність).

### Римське управління
- Квінт Волузій Сатурнін (61)
- Квінт Глітій Атілій Агрікола (94-97)
- Квінт Сосій Сенеціон (97-99)
- Тіберій Клавдій Сатурнін (141)
- Авл Юній Пастор Луцій Цезенній Сосп (159—162)
- Дідій Юліан (171—172 — 175)
- Гай Сабуцій Майор Цециліан (180—183)